# Josh Goldsmith
Pour les articles homonymes, voir Goldsmith.
Josh Goldsmith est un scénariste, producteur et compositeur né en 1970.

## Filmographie

### comme scénariste
- 1997 : Over the Top (série TV)
- 2000 : Ce que veulent les femmes (What Women Want)
- 2004 : 30 ans sinon rien (13 Going on 30)
- 2006 : Stroller Wars (TV)
- 2006 : Pour le meilleur et le pire (série TV)
- 2006 : Pour le meilleur et le pire (série TV)

### comme producteur
- 2006 : Stroller Wars (TV)

### comme compositeur
- 1998 : Un gars du Queens